# Nothoprocta ornata
A Nothoprocta ornata a madarak osztályának tinamualakúak (Tinamiformes) rendjébe és a tinamufélék (Tinamidae) családjába tartozó faj.

## Rendszerezése
A fajt George Robert Gray angol zoológus írta le 1867-ben, a Rhynchotus nembe Rhynchotus ornatus néven.

## Alfajai
- Nothoprocta ornata branickii Taczanowski, 1875
- Nothoprocta ornata ornata (G. R. Gray, 1867)
- Nothoprocta ornata rostrata von Berlepsch, 1907[2]

## Előfordulása
Az Andok hegységben, Argentína, Bolívia, Chile és Peru területén honos. Természetes élőhelyei a szubtrópusi és trópusi magaslati füves puszták és cserjések, valamint szántóföldek. Állandó, nem vonuló faj.

## Megjelenése
Testhossza 35 centiméter, testtömege 440-760 gramm.
|  |

## Természetvédelmi helyzete
Az elterjedési területe nagyon nagy, egyedszáma ugyan csökken, de még nem éri el a kritikus szintet. A Természetvédelmi Világszövetség Vörös listáján nem fenyegetett fajként szerepel.